# Hohenbergia eriantha
Hohenbergia eriantha är en gräsväxtart som först beskrevs av Adolphe-Théodore Brongniart och John Gilbert Baker, och fick sitt nu gällande namn av Carl Christian Mez. Hohenbergia eriantha ingår i släktet Hohenbergia och familjen Bromeliaceae. Inga underarter finns listade i Catalogue of Life.